# Pachystigmus nitidulus
Pachystigmus nitidulus är en stekelart som beskrevs av Hellen 1927. Pachystigmus nitidulus ingår i släktet Pachystigmus och familjen bracksteklar. Inga underarter finns listade i Catalogue of Life.